# Harakat Nour al-Din al-Zenki
Die Harakat Nour al-Din al-Zenki (arabisch حركة نور الدين الزنكي, DMG Ḥarakat Nūr ad-Dīn az-Zankī), in deutschsprachigen Medien auch Nureddin al-Sinki genannt, ist eine islamistisch-dschihadistische Miliz, die seit 2011 im Bürgerkrieg in Syrien kämpft. Sie galt als eine der mächtigsten Gruppen im Großraum Aleppo.

## Geschichte
Die Bewegung Nour al-Din al-Zenki soll Ende des Jahres 2011 von „Scheich“ Tawfiq Schahabuddin in Schaich Salman, einem Gebiet nordwestlich von Aleppo, gegründet worden sein. Jedoch stammen die frühesten Angaben hierzu von Anfang 2014 und wurden nicht unabhängig bestätigt. Ihr Name geht zurück auf al-Malik al-Adil Nureddin Abu l-Qasim Mahmud ibn Zengi, einen Herrscher der Dynastie der türkischen Zengiden. Die meisten Kämpfer der Gruppe sind in den nordwestlichen Vororten Aleppos zu finden.
Ab 19. Juli 2012 war sie an den ersten Gefechten gegen Regierungstruppen in Aleppo beteiligt, hierbei nahm sie das Stadtviertel Salahuddin im Westen der Stadt unter dem Banner der Tahwid-Brigaden ein. Diese Brigaden waren gegründet worden, um die Einnahme von Aleppo durch verschiedene Rebellengruppen koordinieren zu können, und standen nach Einschätzung von Experten dem syrischen Zweig der Muslimbrüder sowie der Türkei und Katar nahe.
Nach ihrem Rückzug aus Aleppo schloss sich die Bewegung Nour al-Din al-Zenki der von Saudi-Arabien geförderten „Front für Authentizität und Entwicklung“ (Asala wa-al-Tanmiya) an. Über diese Allianz erhielt die Miliz 2014 auch Unterstützung durch ein CIA-Programm, mit dem „moderate Rebellengruppen“ unterstützt werden sollten. Die Unterstützung wurde durch das US Military Operation Centre (MOC) in Amman (Jordanien) organisiert. In dieser Zeit war die Gruppe Mitglied im „Syrischen Revolutionären Generalkommando“ (Madschlis Qiyādat ath-Thawra as-Sūriya) und erhielt BGM-71 TOW-Panzerabwehr-Raketensysteme aus den USA. Im Oktober 2015 erklärte al-Zengi, keine Unterstützung mehr vom MOC zu erhalten – vermutlich, da Berichte über Hinrichtungen durch die Gruppe aufgetaucht waren. Laut Amnesty International soll die Bewegung Nour al-Din al-Zenki in den Jahren 2014 und 2015 an Entführungen und Folterungen von Journalisten und humanitären Helfern beteiligt gewesen sein.
Seit Januar 2014 befand sich die Bewegung Nour al-Din al-Zenki im Kriegszustand mit der islamistisch-dschihadistischen Miliz Islamischen Staat (IS). Im Dezember desselben Jahres schloss sich die Miliz der Levante-Front an, zudem koordinierte sie sich mit anderen im Großraum Aleppo tätigen Gruppierungen wie Ahrar al-Scham.
Im Dezember 2015 protestierte die Bewegung laut Medienberichten dagegen, dass Jordanien die Gruppe auf seinen Vorschlag für eine akkordierte Liste von in Syrien tätigen Terrororganisationen gesetzt habe.
Mitte Juli 2016 nahmen al-Zenki-Kämpfer den zwölfjährigen Jungen Abdullah Issa als „Kriegsgefangenen“ fest, durchtrennten ihm die Kehle und enthaupteten ihn anschließend. Der Mord wurde auf einem Propagandavideo festgehalten. Mindestens ein Mitglied des rebellenfreundlichen Aleppo Media Center hatte Kontakt zu al-Zenki. So posierte der Fotograf Mahmoud Raslan 2016 mit Kämpfern der Zenki-Miliz. Zwei der Männer auf dem Bild waren zweifelsfrei an der Ermordung Issas beteiligt.
Seit dem 24. August 2016 war Nour al-Din al-Zenki an der türkisch unterstützten Offensive in Nordsyrien beteiligt, die sich gegen den Islamischen Staat richtete. Ende Februar 2017 verließ sie die türkische Operation und schloss sich der Haiʾat Tahrir asch-Scham an.
Bei Kämpfen im Osten der Provinz Idlib zum Jahreswechsel 2017–2018 sollen sich al-Zenki-Kämpfer mit anderen Gruppierungen gegen die syrische Armee und deren verbündete Milizen zusammengeschlossen haben.

## Politische Ausrichtung und Ziele
Die Bewegung Nour al-Din al-Zenki vollzog eine Reihe von Wandlungen und schloss sich immer wieder neuen Militärbündnissen an, die jedoch alle zumindest teilweise dschihadistisch ausgerichtet sind.
Ziel der Miliz ist die Errichtung eines syrischen Staates auf der Grundlage der Scharia. Dies wurde im September 2013 in einer gemeinsamen Deklaration von 13 Gruppen bestätigt. Die Gruppe befindet sich daher im Kampf gegen die Syrische Armee, sowie im Interessenskonflikt mit säkularen Rebellengruppen. Mehrmals wurde von Bündnissen, an denen al-Zenki beteiligt war, ein Einschließen der dschihadistischen al-Nusra-Front in Verhandlungen und Anerkennung der Gruppe durch den Westen gefordert. Al-Nusra kämpfte vermutlich bereits 2012 an der Seite von al-Zenki-Milizionären in den Tahwid-Brigaden.
Nach dem Ausschluss von Daesch (Islamischer Staat, IS) aus der al-Kaida im Januar 2014 gehörte die Bewegung Nour al-Din al-Zenki zu den Gründungsmitgliedern der „Mudschahedin-Armee von Aleppo“, die dem IS den Krieg erklärte. „[Der IS] hat niemals wieder einen Platz in Syrien“, äußerte sich Tawfiq Schahabuddin, „sie müssen abhauen oder die Schlacht wird bis zum Ende weitergehen.“
Schahabuddin beteuert, keinerlei Verbindung zur Freien Syrischen Armee (FSA) zu haben. Tatsächlich hat die Gruppe bislang stets außerhalb der FSA agiert.